# 蓋泰納
蓋泰納是敘利亞的城鎮，由大馬士革郊區省負責管轄，位於該國西南部，距離首都大馬士革約20公里，海拔高度879米，主要經濟活動是農業，2008年人口18,465。